# Butyna
Butyna – organiczny związek chemiczny, z grupy flawanonów (rodzaju flawonoidów). Występuje m.in. w nasionach uczepu trójlistkowego i Baccharoides anthelmintica, a także w drewnie Dalbergia odorifera.